# Cymothoe haynae
Cymothoe haynae är en fjärilsart som beskrevs av Herman Dewitz 1886. Cymothoe haynae ingår i släktet Cymothoe och familjen praktfjärilar. IUCN kategoriserar arten globalt som livskraftig. Inga underarter finns listade i Catalogue of Life.